# مارسيل بوير
مارسيل بوير هو اقتصادي كندي، ولد في 25 أغسطس 1943.